# 柏通信所

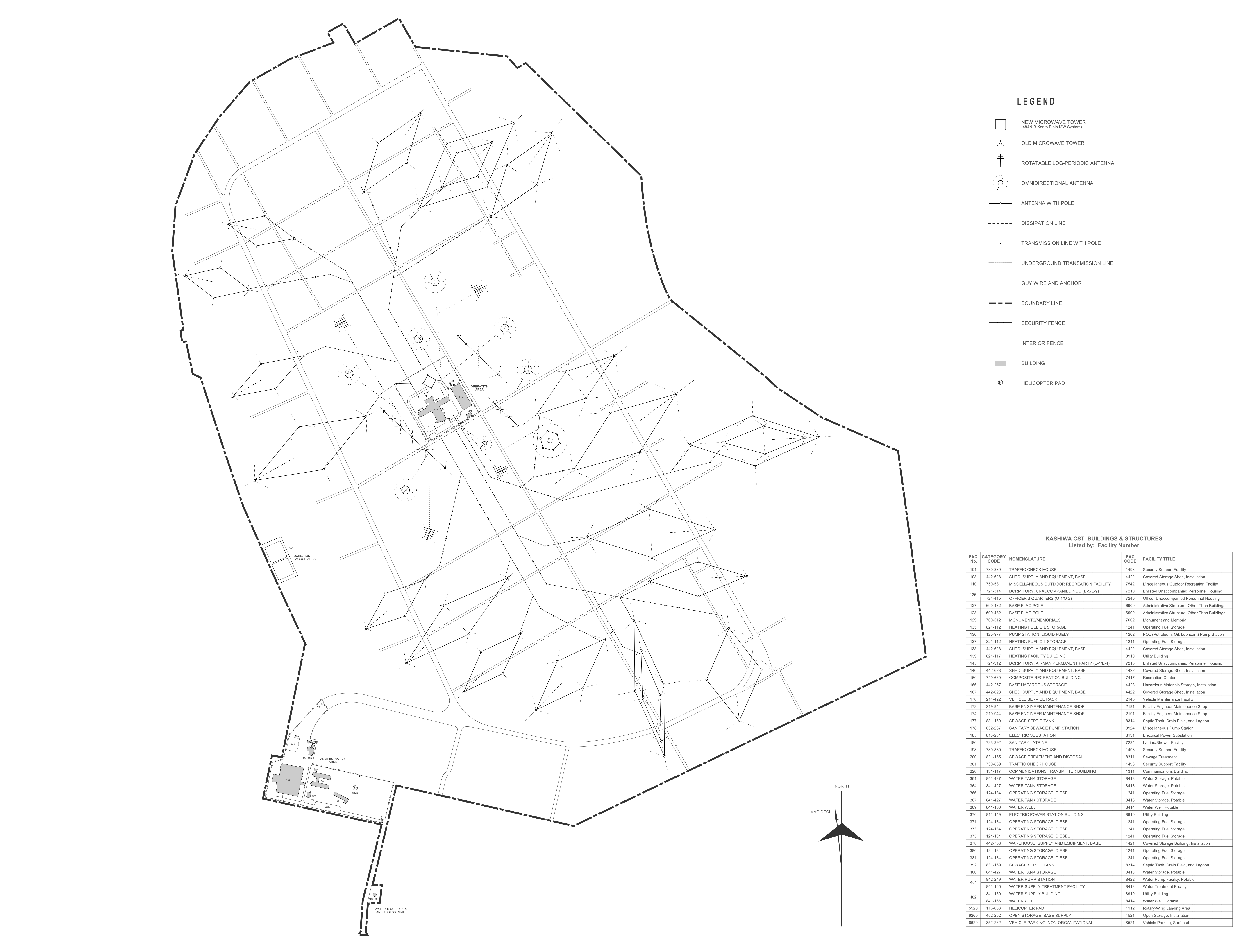
柏通信所施設配置図（1960年代後半）

柏通信所（かしわつうしんじょ、Kashiwa Communications StationまたはKashiwa Communication Site）は、かつて千葉県柏市大字中十余二字元山・大字十余二字南前山・流山市駒木台にかけて存在したアメリカ軍の通信施設。通称「キャンプ・トムリンソン（Camp Tomlinson）」。なお、隣接地で航空自衛隊によって現在も運用されている柏送信所は、自衛隊独自の指揮管理に関する送信業務を主として行うため、1956年（昭和31年）に設置されたもので、柏通信所の機能や任務とは関係ない。

## 概要
- 施設番号：FAC 3035
- 所在地：千葉県柏市大字中十余二字元山・同市大字十余二字南前山の各一部（現:柏市柏の葉一丁目～六丁目）、流山市駒木台の一部（現:柏市柏の葉三丁目）[† 1]。
- 総面積：約188ha（20,295,378.72平方フィート）[2][3]

1950年（昭和25年）から翌年にかけて柏飛行場跡の開拓農地をアメリカ軍が接収、1954年（昭和29年）から1975年（昭和50年）まで国外送信所として使用し、一部返還を経て1979年（昭和54年）に全面返還された。

## 沿革

### 通信施設の建設

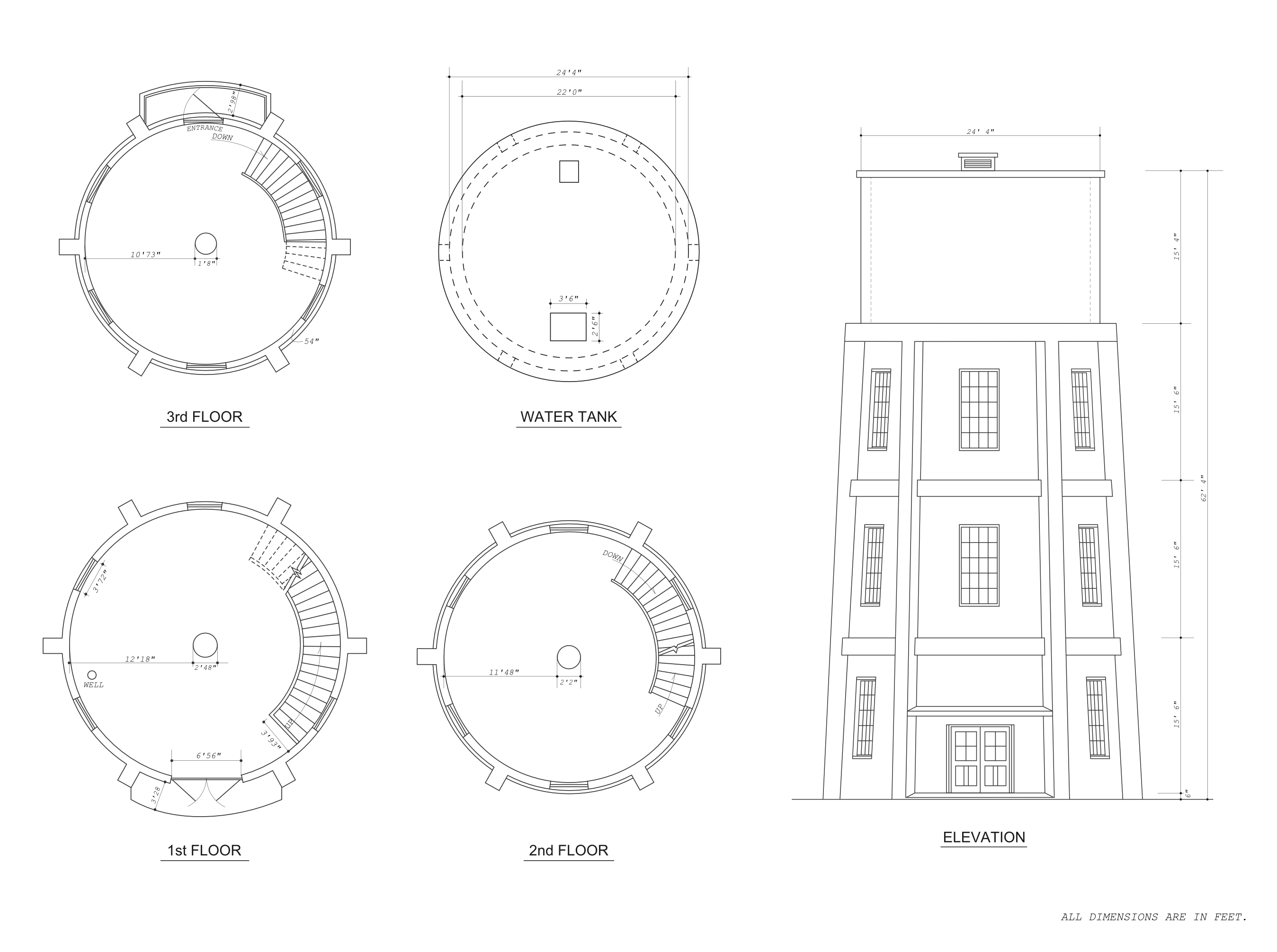
追加提供された給水塔・1954年（昭和29年）

旧陸軍が1938年（昭和13年）に建設した柏飛行場は、敗戦のため1945年（昭和20年）10月20日にアメリカ陸軍第112騎兵連隊戦闘団（112th Cavalry Regiment Combat Team）の機関砲中隊によって占領されたが、11月には食糧増産緊急事業として農地転用が決定された。この決定によって、周辺に居住していた旧小作農や引揚者、旧軍人・軍属などが入植して開拓が始まり、間もなく占領部隊は撤退した。その後、柏飛行場は1947年（昭和22年）に大蔵財産から農林財産に所管換えされ、1949年（昭和24年）、農地として柏地区開拓農業協同組合に売渡された。
しかし、翌1950年（昭和25年）6月に朝鮮戦争が勃発したことから、アメリカ軍は同年7月10日に旧柏飛行場の中央部分に位置する開拓農地約5,000坪を通信施設用地として接収し、さらに翌年6月10日には、用地拡張のため開拓農地のほぼ全域に相当する約56万坪の土地を接収した。これらの接収財産は事実上使用されない状態が続いていたが、1952年（昭和27年）7月26日、日米行政協定第2条第1項に基づく政府間協定（「個々の施設及び区域に関する協定」）が締結されたことにより、無期限使用施設としてアメリカ軍に提供することが決定された。また、同年12月3日には施設・区域の規模が最終決定され、旧柏飛行場総面積約264haのうち、約188haが通信施設用地として提供されることになった。
土地所有者からはこのような措置に反対する動きが起きたが、施設・区域内の民有地は、オペレーションエリア（通信作業地区）敷地のみを買収し、アンテナフィールドは賃貸借契約とする方針が通知され、専用地区（立入禁止地区）以外は従来通りの農耕・居住・通行を認める使用条件が設けられることになった。アメリカ軍は、東京都江東区辰巳に設置していた無線送信所の代替施設を必要としていたため、早期提供を求めて1953年（昭和28年）1月19日から使用準備に向けた立入調査を実施し、旧飛行場兵舎地区に残っていた給水塔も追加提供されることとなった。その後、土地所有者との折衝が妥結したことを受けて、同年10月1日から通信施設の建設工事が開始された。

### アメリカ陸軍使用時
1954年（昭和29年）5月1日、ハーディー・バラックス（FAC 3004、 東京都港区）から移駐した極東軍通信役務大隊C中隊（Charlie Company, 8235th Army Unit, Far East Command Signal Service Battalion）によって、柏無線送信所としての運用が開始された。また、これに伴って同大隊の本部中隊もキャンプ・ドレイク（埼玉県朝霞市）へ移駐した。

#### 通信システムの概要
当時、アメリカ陸軍はACAN（Army Command and Administrative Network）という短波無線の海外長距離通信網を運用していた。これは主にラジオテレタイプ（印刷電信機）が用いられていた通信システムで、メリーランド州フォート・デトリックを起点に、38カ所の中継拠点によってアメリカ本土とヨーロッパ、アジア・太平洋、中米、東アフリカの各地域が結ばれていた。世界各地に設けられた中継拠点は、マイクロウェーブ通信回線やケーブル通信回線によって連結された送信所、受信所、中継局の3つの施設が一組となって構成されており、短波無線で受信したテレタイプメッセージの電気信号を受信所が中継局へ送ると、中継局はテレタイプ信号を半鑽孔テープに記録して受け取り、これをオペレーターが複数のテレタイプ回線へ宛先別にメッセージを振り分ける装置にセットして信号を送信所へ送ると、送信所は中継局から送られてきた信号を海外の中継拠点へ向けて再び短波無線で送信するという仕組み（テープ中継）で機能していた。
柏無線送信所は中央工業地区（FAC 3139、埼玉県和光市）に設置されていた中継局や、大和田無線受信所（埼玉県新座市）とともに、日本におけるACANの中継拠点（一次中継局: Primary Relay Station, RUAP Tokyo）を構成することになり、中央工業地区からマイクロウェーブ通信回線を経て送られてきたテレタイプ信号を、通信局舎内の送信機から架線で接続されていたロンビックアンテナを使って、アンカレッジ、シアトル、サンフランシスコ、ハワイ、沖縄、マニラ、サイゴン、ソウル、釜山のアメリカ軍通信施設へ向けて短波で送信していた。また、この他にも「VIPサーキット」と呼ばれていた専用回線を使って、航空機で移動中の軍司令官などにも情報を送信していた。なお、柏無線送信所と中央工業地区の中継局との間はマイクロウェーブ通信回線のみによって接続されていたことから、予備のため、アメリカ極東軍（FEC）の司令部が置かれていたパーシング・ハイツ（FAC 3001、東京都新宿区）との間にもマイクロウェーブ通信の直通回線が設けられていた。

#### 通信網と部隊名の変遷
柏無線送信所開設当時、首都圏にはアメリカ陸軍通信軍団（U.S. Army Signal Corps）の二個通信大隊が駐留していた。一つはキャンプ座間（神奈川県座間市）に本部を置いていた日本通信役務大隊（Japan Signal Service Battalion）で、アメリカ極東陸軍（AFFE）の下で国内の陸軍施設間を繋ぐ通常の通信任務を担当していた。もう一方の極東軍通信役務大隊は、陸・海・空三軍の統合軍（Unified Command）だったアメリカ極東軍司令部に関する通信や、ACANの運用を中心とした海外との長距離通信を主に担当しており、1955年（昭和30年）には部隊の名称を「信号海外通信大隊」（Signal Overseas Communications Battalion）に変更した。
1957年（昭和32年）6月に発表された日米両首脳の共同声明に基づいて、アメリカ国防総省は同年8月、日本に駐留する地上戦闘部隊の撤退を発表し、翌1958年（昭和33年）2月8日の撤退完了とともに、日本国内におけるアメリカ陸軍の兵力規模は大幅に縮小した。また、この間にアメリカ極東軍が解隊し、新たに在日米軍（USFJ）が創設されたことから、従来のアメリカ極東陸軍は在日米陸軍（USARJ）に改編されていた。このような背景から、日本通信役務大隊と信号海外通信大隊は合併し、通信任務全般を管轄する「在日米陸軍信号通信局」（U.S. Army Signal Communications Agency, Japan, USASCAJ）を編成してキャンプ座間に本部を置いた。これによって、信号海外通信大隊に所属していた部隊のうち、キャンプ・ドレイクの本部中隊、柏の送信中隊、大和田の受信中隊は「ACAN施設」（ACAN Facility, USASCAJ）という名称に変更した。
1960年（昭和35年）、在日米陸軍信号通信局は従来の任務を拡大して通信機器や関連部品の供給も行うようになり、この年、ACANはその名称をSTARCOM（Strategic Army Communications）に変更した。また、これに倣ってACAN施設各隊も「STARCOM施設」（STARCOM Facility, USASCAJ）へ名称を変更した。同時に、柏無線送信所はアンカレッジ、サンフランシスコ、ハワイ、クラーク空軍基地（フィリピン）に置かれていたSTARCOMの一次中継局（Primary Relay Station）と、シアトル、沖縄、台北、ソウルに置かれていた主要中継局（Major Reｌay Station）に向けて送信を行うようになった。さらに5月12日にはアメリカ国防通信局（DCA）が創設され、大統領、国防長官、国務長官といった要人及び合衆国連邦政府諸機関と、統合参謀本部（JCS）や軍司令部の間を結ぶ新たな国際長距離通信網として、DCS（Defense Communications System）が発足した。
翌1961年（昭和36年）3月、STARCOMはDCSの一部として統合され、国防通信局の統制下に置かれることになった。また、中央工業地区に置かれていた中継局はこの年、ノースキャンプ・ドレイクの898号棟（通称・リトルペンタゴン）へ移転した。この建物は1958年（昭和33年）からアメリカ国家安全保障局（NSA）の指揮下で、陸軍保安局（ASA）、海軍保安群（NSG）、空軍保安サービス（AFSS）といったアメリカ三軍の諜報部隊がCRITICOM（Critical Intelligence Communications）と呼ばれる専用線の合同通信中継センター（JCRC-J）として運用しており、従来は中継局以外の施設で行われていたメッセージの暗号化作業も同一の建物内で行われるようになった。一方、柏無線送信所は4月19日、旧行政協定に替わって新たに締結された日米地位協定の第2条規定によって、施設の名称が柏通信所へと変更され、翌1962年（昭和37年）12月13日には、日米合同委員会施設分科委員会の会合で、在日米軍側の代表からオペレーションエリア周辺の共同使用地区を立入禁止とする使用条件変更要求が提出された。
1963年（昭和38年）、在日米陸軍信号通信局は任務の一部を縮小し、「在日米陸軍通信軍団」（U.S. Army Signal Command, Japan）に組織を改編した。翌年、国防通信局の中期計画に基づいて決定されたDCS関連施設の整理・統合策として、アメリカ太平洋軍（PACOM）の管轄地域内における陸・海・空軍の通信環境を国や地域ごとに一つのシステムへ集約することになり、その結果、ハワイとグアムは海軍、沖縄と台湾は陸軍、日本とフィリピンは空軍の通信システムへそれぞれ一本化されることになった。この措置に基づいて、在日米陸軍通信軍団は長距離通信任務を在日米空軍へ引き渡したため、柏通信所も陸軍から空軍へ移管されることになった。

### アメリカ空軍使用時
1964年（昭和39年）7月1日、在日米空軍への移管によって柏通信所は立川飛行場（東京都立川市）の関東基地司令部（第6100支援航空団: 6100th Support Wing, Kanto Base Command）の管理下に置かれた。また、空軍通信サービス（AFCS）の極東通信管区（Far East Communications Region, FECR）に所属していた通信部隊で、府中空軍施設（東京都府中市）に本部を置いていた第1956通信群（1956th Communications Group）のOL-Bが施設を運用することになった。さらに、従前より在日米空軍の送信所として運用されていた船橋通信所（FAC 3034、千葉県船橋市）から通信機器が移設され、1966年（昭和41年）に同通信所は全面返還された。

#### アンテナの新設
1964年（昭和39年）9月1日、在日米軍は柏通信所でアンテナ改善のための工事を開始し、さらに翌1965年（昭和40年）1月20日、関東基地司令部は東京防衛施設局に対して同月29日から新たな工事を開始する計画を通知した。その結果、従来のマイクロウェーブ塔（約60m）に隣接して新たなマイクロウェーブ塔（約100m）が新設されたほか、国防通信局によって複数の単側波帯（SSB）送信機が設置され、地下送信線で接続された回転式対数周期アンテナ（4基）、無指向性アンテナ（8基）などが新設された。このような施設拡充の動きに伴って使用条件が変更されたため、施設・区域内の私有地買収が本格化した。
また、1966年（昭和41年）には柏通信所を「電波障害制限地域」に指定して施設周辺の建築や機械の運転を制限するよう在日米軍が要請した。これについては、当時造成が進んでいた十余二工業団地における工場の操業に支障をきたすおそれがあることから、1968年（昭和43年）に国会へ反対の陳情が出されていたが、電波法や電波法の特例法の改正が必要なうえ、技術的に問題があったため、施設・区域外の周辺地域における既存の建物や施設に対する制限は実質的に見送られる形となった。

#### 機能縮小の動き
アメリカ太平洋軍は1963年（昭和38年）からテレタイプ、グラフィック、暗号化デジタル音声などの通信データをコンピュータ制御システムで高速処理する「自動デジタル通信網」（Automatic Digital Network, AUTODIN）の導入計画を進めており、1967年（昭和42年）10月から従来の手動式データ中継センター（Manual Data Relay Center, MDRC）に替わる新たなシステムとしてASC（Automatic Switching Center）の運用を本格的に開始した。日本国内でも1968年（昭和43年）5月からノースキャンプ・ドレイクでASC（1010号棟）の運用が始まり、アメリカ太平洋軍は長距離通信における短波無線への依存度を縮小し、核爆発時に発生する電磁パルスの影響を受けにくい海底通信ケーブルや、より高容量で信頼性の高い衛星通信へ順次切り替えていく方針を進めた。その結果、この時期から徐々に短波無線は新しい通信システムのバックアップや、地上施設と航空機及び艦船との間で交わされる通信手段として用いられるケースが多くなり、1969年（昭和44年）には在日米軍短波無線施設の削減・統合のための調査が実施された。柏通信所では1970年代に入ると海外の地上施設向けの送信に用いられていた長距離通信用ロンビックアンテナが撤去されはじめ、休閑地が目立つようになった。
1970年（昭和45年）6月30日、柏通信所は関東基地司令部（6100支援航空団）の管理下から横田飛行場（東京都福生市）の第347戦術戦闘航空団（347th Tactical Fighter Wing）の管理下へと移り、同年7月31日をもって関東基地司令部は解隊した。翌1971年（昭和46年）5月15日には第347戦術戦闘航空団が横田飛行場からアイダホ州マウンテン・ホームズ空軍基地へ移駐したため、柏通信所は臨時編成された第6100基地航空団（6100th Air Base Wing）の管理下に置かれたのち、同年11月に新編された第475基地航空団（475th Air Base Wing）の管理下へ置かれることとなった。さらに、空軍通信サービスは同年から翌年にかけて組織改編を行ない、極東通信管区と東南アジア通信管区（Southeast Asia Communications Region）を解隊したため、柏通信所を運用していた第1956通信群は、1972年（昭和47年）7月1日からヒッカム空軍基地（ハワイ）に本部を置く太平洋通信地区（Pacific Communications Area）に所属することとなった。

#### 「関東計画」と柏通信所
1973年（昭和48年）1月に日米政府間で合意された「関東平野空軍施設整理統合計画（KPCP: 通称・関東計画）」では、当初アメリカ空軍が策定した計画の素案に柏通信所と大和田通信所の移転・返還も含まれていた。関東計画は首都圏に散在していた在日米空軍施設の機能を他の施設へ移転・集約統合するとともに、不要となった複数の施設・区域を削減（返還）する計画で、移転先で新規提供される施設の建設・整備費を日本政府が負担し、その代償として、首都圏では数少ないまとまった形の大規模な不動産（国有財産）である跡地を取得するとともに、これを有償処分することで負担した費用の財源に充てるという方針の下で交渉が進められていた。この交渉でアメリカ側が提示した柏通信所と大和田通信所の移転案について日本側は費用効果が得られないと主張し、その根拠として、アンテナフィールドに含まれている私有地は返還後も国有財産とはならないこと、また、土地所有者の大半は農家で、政府から支払われている借料が収入源の一つであると同時に、在日米空軍も私有地をアンテナフィールド以外の目的には使用しないという制限を設けて営農・耕作を容認しているため、当面は返還を要求する政治的圧力が存在しないことなどを挙げた。アメリカ側はこの主張によって計画全体を危うくするような難局が交渉に生じる可能性を考慮し、合意に向けた譲歩が妥当と判断して通信施設の再編に関する部分を計画案から除外した。これによって柏通信所は関東計画の対象外となり、1973年（昭和48年）3月31日に市道用地として2,275.16m2が一部返還されるに留まった。

#### 機能移転と閉鎖
関東計画の実施に伴って首都圏の空軍施設機能が横田飛行場へ集約統合される一方で、他の施設よりも相対的に離れた位置に所在する柏通信所の運用が問題となっていたが、1975年（昭和50年）3月15日にアメリカ航空宇宙防衛軍団（ADC）が日本国内に設置していたOTHレーダーの運用停止を指示していたことから、在日米空軍は所沢補給廠（埼玉県所沢市）のOTH関連施設を撤去したのち、柏通信所の機能を同地へ移転することを決定したこの決定に基づいて在日米軍司令部J6（当時の通信部門）の企画・政策担当支部は、3月24日から28日にかけて横田飛行場で会合を開き、第1956通信群及び防衛施設庁の代表を交えて移転に関する調整を行った。同年、柏通信所の閉鎖が決定したため、在日米軍司令部は9月に日本人従業員の解雇予告を千葉県労政課に通知し、全ての送信業務は12月29日までに所沢へ切り替えられた。その後、1976年（昭和51年）2月1日をもって柏通信所は正式に施設・区域の運用が停止された。

### ロランC局建設問題

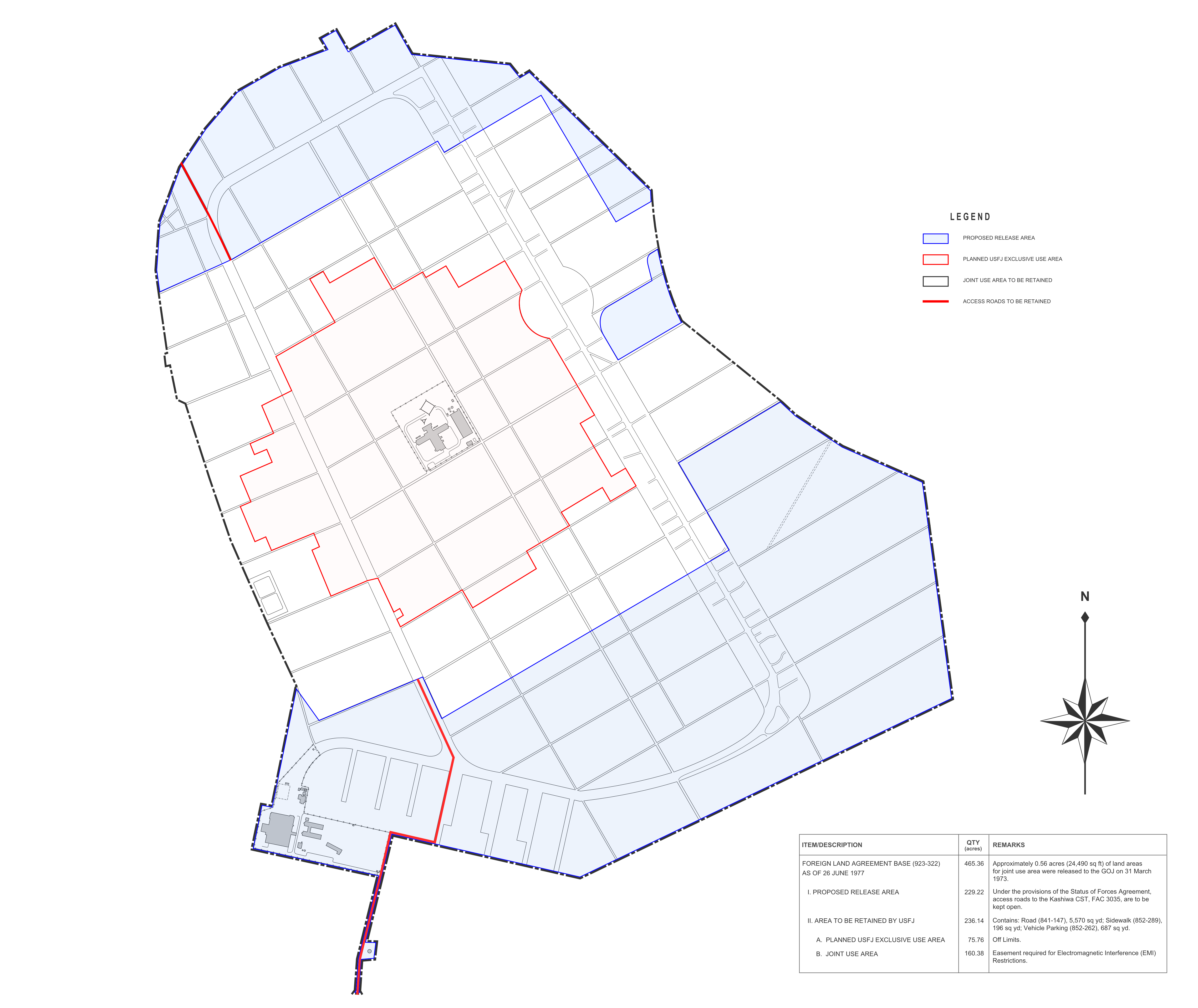
一部返還の概要図（1977年）

閉鎖後も解雇延期となった日本人従業員による施設管理が継続されていたが、在日米軍は地元自治体の土地利用計画に基づく日本政府からの非公式要請を受けて返還を検討した結果、1977年（昭和52年）9月に柏通信所の中央部分を除く土地約93haを返還した。また、未返還部分の95haをアメリカ沿岸警備隊極東支部に移管するとともに、船舶・航空機の航法システムとして運用されていたロランCの北西太平洋チェーンにおける精度及び全天候能力を改善するため、新たに出力350kWのロランC局を建設し、高さ191mのアンテナ設置をはじめとする通信施設の改修、施設･区域内の通過道路の整備、植樹などを行う計画が発表された。
この一部返還では日米地位協定の条項により、返還区域内に位置する柏通信所への出入路を従来通り保持することが条件として定められた。また、返還区域が南北に分断された形となるため、地元側では跡地の一体的な利用計画に支障が出ると懸念されたが、防衛施設庁は「通信施設の中心から半径約300mは専用（立入禁止）地区として、さらにその外側の半径約200mを緩衝地帯として保持する必要があり、合わせて半径約500mの円形の土地を施設・区域内に求めると結果的に中央に寄らざるを得ず、また、従来の通信局舎を改修して利用したいという在日米軍の意向によって中央部分を残す形になった」と国会で答弁した。また、ロランC局については「一般の船舶や航空機も利用可能な航法援助施設であり、必ずしも軍事目的の利用に限られた性質のものではない」と地元側に説明を行っていたが、野党は「原子力潜水艦に指令を出すアメリカの核戦略上の重要施設であり、有事の際に報復攻撃の目標となるおそれがある」と主張し、宅地化や人口増加が進んでいる地域への建設反対を訴えたことから、地元市民・近隣市町の間でも建設反対と早期全面返還を求める機運が高まった。

#### 計画の実態と背景
柏通信所へロランC局を建設する計画は、「核兵器を搭載した原子力潜水艦に指令を出す施設」という野党の主張とは異なり、朝鮮半島有事の際に在韓米軍と韓国軍の地上部隊を支援するための全天候・夜間航空打撃能力（all-weather/night air strike capability）に纏わる問題が背景となって策定された。当時、アメリカ太平洋空軍（PACAF）が朝鮮半島で夜間や悪天候時に実施可能だった爆撃手段は、地上のビーコン（航空無線標識）やAN/TPB-1（地上レーダー式爆撃方向指示装置）を利用した誘導システムに依存していたため、不意の急襲などによってシステムが途絶した場合に有効な代替機能が確保されておらず、抗堪性を欠いた状況にあった。しかし、ベトナム戦争における東南アジアの航空作戦では、試験評価を兼ねてロラン誘導による攻撃システムを運用した結果、全天候任務の遂行に必要とされる多用途性や正確さが得られていたことから、アメリカ太平洋軍総司令部（CINCPAC）は既存の北西太平洋ロランCチェーンを新たな誘導方式に利用する計画を立案し、状況改善を図ることとした。これは従来よりロランC局として運用されていた十勝太通信所（FAC 1060、北海道十勝郡浦幌町）と慶佐次通信所（FAC 6007、沖縄県国頭郡東村）の施設に改修を施して機能を向上させるとともに、新たなロランC局を追加建設することによって、システムの有効範囲を朝鮮半島全域並びに中朝国境付近を流れる鴨緑江北方まで拡大させることを期待したもので、計画承認時にコマンドー・ライオン（Commando Lion）というコードネームが付けられた。。

#### アメリカ大使館の反応
在京アメリカ大使館は1975年（昭和50年）11月6日付のアメリカ国務省宛電報でこの計画に触れ、ロランC局建設用地として新たに日本国内の土地を取得すること（在日米軍専用施設・区域の新規提供）は地元との交渉や議会の承認に長い期間を要するため事実上不可能だと伝えた。また、既存の施設・区域へロランC局を建設する場合も、OTHレーダーをめぐって起きた論争と同様に革新勢力が当該施設の一般任務を十分に調査・推測した上で「朝鮮半島有事に日本を巻き込み、攻撃を招くもの」と非難するおそれがあることや、アメリカ空軍だけでなく韓国空軍の攻撃能力向上に資する施設として機能した場合は、日本政府にとって政策上の問題へと発展するおそれがあることを指摘した。さらに、「日本へのロランC局建設は、ほぼ間違いなく合衆国沿岸警備隊の航法システムにおける軍事的側面に鋭く焦点を当て、注目を集めることになるだろう」と予期した上で、この計画を北海道（十勝太通信所）と沖縄（慶佐次通信所）の既存施設改修に留めるならばそのような事態には至らないという見通しを示すとともに、新たなロランC局の追加が計画実施に必要不可欠な場合は既存の施設・区域へ建設すべきだと伝えた。
その後、ロランC局建設用地に柏通信所が選ばれ、現地で技術調査が実施されたことを確認した大使館は、1976年（昭和51年）5月12日付の国務省宛電報で懸念を伝えた。この中でホジソン駐日大使（当時）は柏通信所の返還が予定されていた点に留意し、このまま施設・区域を保持してアンテナを新設すれば航空交通管制協定の修正が必要になることや、近隣地域でTV・ラジオの受信障害が発生するおそれがあることを指摘した。また、計画反対の動きが生じた場合は日本政府への新たな支援が必要となることについても触れ、「柏におけるプロジェクトの理由を日本側へ率直に説明することが必須」とした上で、計画を既存施設の改修に留め、日本国内への新たなロランC局建設に代わる案を検討するよう強く求めた。
同年12月28日、大使館は外務省の安全保障担当部局からの要請を受け、国務省宛電報の中でコマンドー・ライオン計画に係る4項目について質問し、これに対して国務省側は翌1977年（昭和52年）1月11日付の電報で回答した。質問と回答の要旨は次の通り。
|    | アメリカ大使館の質問 （1976年12月28日）                                                                          | アメリカ国務省の回答 （1977年1月11日） |
| -- | --- | --- |
| A. | 将来、韓国空軍がこのシステムを利用する可能性は あるか？                                                          | 韓国空軍へロランC装置を提供する計画はない。 |
| B. | ロランCを利用する軍用機にはどのような機種があるか？                                                              | （輸送機） C-5, C-9, C-130, VC-135, C-141 （早期警戒機・空中指揮機） EC-121, EC-135 （戦術戦闘機・戦術偵察機） F-4, RF-4C （対潜哨戒機） P-3C （練習機） T-43 |
| C. | 現在開発中の新型精密誘導兵器とロランCの間に 直接の関連性はあるか？                                               | ロランCは第一義的に航法及び測位援助として民間と軍の双方が 利用する。 しかしながら、合衆国空軍はGBU-15誘導滑空爆弾の中間軌道に おける誘導方式にロラン信号を応用すべく、研究開発作業に 着手している。 GBU-15/ロラン開発に関する情報は1977会計年度予算案の空軍 部分における補遺に非機密区分の摘要として含まれている。 |
| D. | このシステムを一般に公表する予定はあるか？ 特に朝鮮半島における戦術爆撃能力の強化について 言及する予定はあるか？ | このシステムについて特に一般公表する予定はない。 コマンドー・ライオンに係る質問の応対においては、従来のロランC 航法システムの改良であることを強調する。 |

1977年（昭和52年）3月1日付の国務省発大使館宛電報によると、コマンドー・ライオンの設計段階は同年1月に開始され、沿岸警備隊はロランC局建設工事の完了を翌1978年（昭和53年）8月に予定していた。また計画の初期費用として1977年3月に90万ドル、次いで1977米会計年度の第3四半期に200万～800万ドル、その後の9ヵ月間に43万ドルの費用を要することを見込んでおり、国防総省はこれらの資金繰りに先立って、計画に対する日本政府からの前向きな反応を期待していた。大使館は既述のとおり、計画への懸念を当初は表明していたものの、3月22日付の電報では計画実現に向けた日本側への働きかけを国務省が肯定的に評価していることから、少なくともこの時点までにはその姿勢に変化があったことが窺える。
なお、国務省は大使館に対して、この計画に関する報道向けの具体的な質疑応答例を5月18日付の電報で提示しているが、軍事的な性質に触れることを避け、通常の航法システムとしてのロランC改良であることを強調したものとなっている。内容は次のとおり。

#### 全面返還をめぐる動き
一方、1977年（昭和52年）8月に在日米軍から提示されていた柏ロランC局の運用に係る周波数要求について、郵政省電波監理局は、同年9月及び10月に開かれた日米合同委員会の周波数分科委員会技術連絡部（TLC）会合で、在日米軍に対して要求内容を検討中であることを伝えるとともに、いくつかの困難な問題があることを口頭で説明していた。さらに11月4日の同会合では検討結果として「電磁両立性について非常に多くの問題があり、ロランCを柏で運用するための周波数は承認出来ない」とする内容のメモを提出したため、これを受けて在日米軍はロランC局建設工事の中断を指示した。この時点で工事はオペレーションエリア内の交通検問所、マイクロウェーブ塔とその操作室、通信局舎内の壁や屋上の排熱換気装置などが解体撤去された程度の進捗状況だったが、12月24日には請負業者に対して解約が通知された。
在日米軍は、翌1978年（昭和53年）1月11日に開かれたTLC会合で周波数要求を取り下げる内容のメモを提出したものの、2月3日に開かれた同会合では、「既存のロランCシステムの精度向上が可能な代替案を引続き検討するとともに、その結果次第では新たな周波数支援要求を発議し、柏をロランC施設として利用する」という内容のメモを提出し、建設計画そのものは撤回せず懸案事項として持ち越していることを日本側に伝えた。しかし、最終的に技術・費用の面で問題解消が困難であったことから柏通信所への建設計画は破棄され、翌1979年（昭和54年）2月、全面返還へ向けた手続の開始が日本側に通知された。
返還式は在日米軍から沿岸警備隊極東支部司令官レスパランス大佐以下30名、日本側からは東京防衛施設局長、大蔵省関東財務局長、千葉県知事、柏市長、市議会議員、地権者など120名が出席してオペレーションエリア内で行われ、1979年（昭和54年）8月14日、柏通信所は全面返還された。
その後、柏通信所で建設が中止されたロランC局は韓国の浦項と光州に建設された。さらに、横田飛行場の沿岸警備隊極東支部へ情報を自動送信するモニターが烏山空軍基地と釜山近郊に設置され、1980年（昭和55年）2月1日にロランC局から最初の送信が行なわれた。この時点で周辺施設からの電波障害に関する報告はなかったが、翌月13日、浦項の民間電話システムで発生した混信問題に関する韓国政府閣僚（通信大臣）からの口頭による要請を通じて、当時の在韓米空軍における主要部隊だった第314航空師団（314th Air Division）に電波障害の発生が報告された。これに対処するため、ヒッカム空軍基地の太平洋通信地区は電磁両立性の専門チームを派遣して調査を行ったものの、問題解決には至らなかったことから、同年9月3日、太平洋空軍は空軍通信軍団（AFCC）に支援を要請した。同月18日にはイリノイ州スコット空軍基地から派遣された第1843電子技術群（1843d Electronics Engineering Group）が調査に乗り出すとともに、太平洋通信地区の専門チームや韓国政府の関係省庁代表を交えた会合が開かれ、対応策について協議が行なわれた。韓国側は電話システムの標準規格を維持する上で支障が起きることを憂慮し、整備や試験のための追加設備を要する修正措置の受け入れに難色を示したため、アメリカ空軍は修正の規模を最小限に留める解決策として、72～120kHzの周波数帯域を空け、120～168kHzの帯域へ移すことを提案した。韓国側はこの提案が電波障害の除去に十分なものか調べるためのテストをアメリカ空軍の費用負担において実施することで合意し、当初の計画案から数年遅れでコマンドー・ライオンは本格的に運用されることとなった。なお、アメリカ軍は新たに導入した衛星測位システム（GPS）の普及に伴い、1992年（平成4年）に北西太平洋ロランCチェーンの全廃を決定し、沿岸警備隊極東支部が運用していた日本のロランC局は翌年から海上保安庁へ移管された。

## 施設

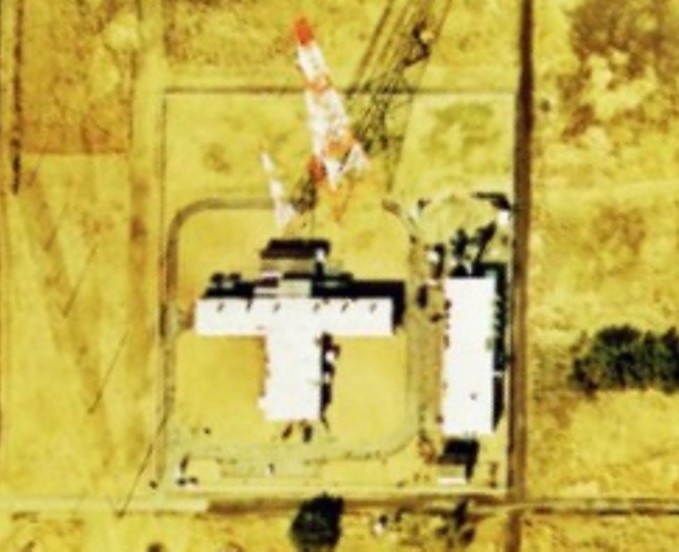
柏通信所オペレーションエリア　1975年（昭和50年）撮影。撮影時はロンビックアンテナおよび架線支柱が撤去されている。

通信局舎（320号棟）
通信作業を行う建物で、内部の操作室はアンテナと送信機を接続するため東西方向の延長が約46mあった。このため建物はT字型をしているのが特徴で、T字型の頂点部分にはマイクロウェーブ通信の操作室を設けたブロック積みの建物が併設されていた。また、通信局舎の操作室の壁の上方には横に細長い窓があり、内側と外側が対になっている透明なガラス製のボウル型碍子が1枚の窓につき4基ずつ備え付けられていた。600オームのオープンワイヤー（送信線）がこの碍子と送信機を接続して建物の外に伸びており、さらに高さ約4.6mの架線支柱を介して長距離通信用のロンビックアンテナに接続されていた。
電力室（370号棟）
通信局舎の隣に建設され、運用開始当時は16気筒のディーゼルモーター発電機（300kW）を4基設置、2基が常時運転し残りの2基は予備となっていた。また、1960年代初頭までに建物の南側部分が拡張・延伸された。燃料タンクが地上・地下あわせて6基（容量合計1万ガロン）設置されていたほか、建物の北側に煙突や井戸があり、南側には機材倉庫（378号棟）が建っていた。
マイクロウェーブ塔
運用開始当時に6基のパラボリック・リフレクターアンテナ（ディッシュアンテナ）を配した高さ約60mのマイクロウェーブ塔が設置され、アメリカ極東軍司令部や中央工業地区と接続していた。その後はキャンプ･ドレイク、大和田通信所との間に回線が設けられた。在日米空軍移管後には新たなマイクロウェーブ塔（約100m）が設置され、在日米軍司令部が置かれていた府中空軍施設との間にも回線が設けられた。

### 兵舎地区

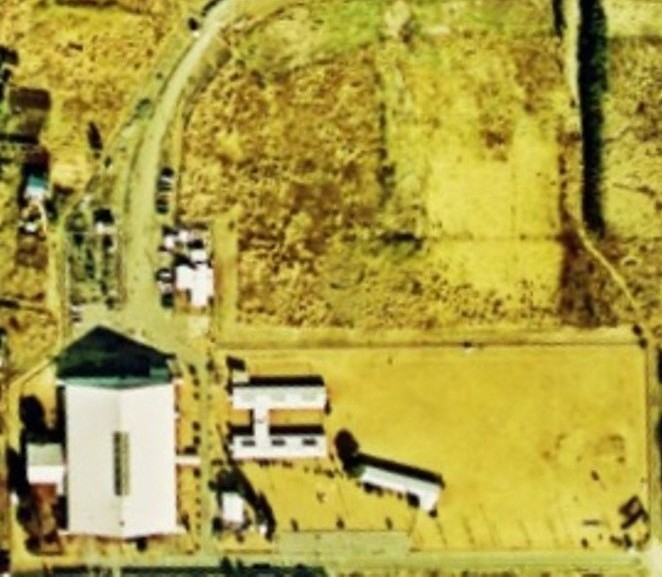
柏通信所兵舎地区　1975年（昭和50年）撮影。撮影時は既にヘリパッドの標識が撤去されている。

複合リクリエーションビル（160号棟）
元は旧陸軍飛行場時代の格納庫で、内部には管理事務所、食堂、PX、球技場などがあった。消防車が配備されており、1955年（昭和30年）12月25日の柏大火ではここからアメリカ軍の消防隊が出動して消火活動に参加している。建物の周辺には危険物貯蔵所、変電所、施設営繕工場、暖房施設、燃料油貯蔵所などがあった。
兵員寮（125号棟・145号棟）
東側の建物（125号棟）は定員5名、西側に建っていたH字型の建物（145号棟）は定員28名となっていた。本来125号棟は下士官及び将校宿舎として使われていたが、返還時には145号棟同様、E-1～E-4（二等兵～兵長に相当）用の兵員寮として記録されている。在日米空軍使用時、下士官や将校は家族住宅が設けられていた都内のアメリカ軍施設から専用の送迎バスまたは自家用車で柏に通っていたことから、主に仮眠所として使用された。近くにはヘリパッドが設けられていた。

### その他
給水塔（402号棟）
旧陸軍飛行場時代に作られたもので、3階建の建物。ポンプで汲み上げた地下水を屋上の高架水槽に貯めていた。1954年（昭和29年）当時の容量は42,564ガロンで建物の総床面積は約145m2（1,562平方フィート）となっていた。地元では「ドイツ掘り」と呼ばれて親しまれていた。
 酸化槽
屋外の下水処理施設。容量は704キロガロン。

## 使用条件

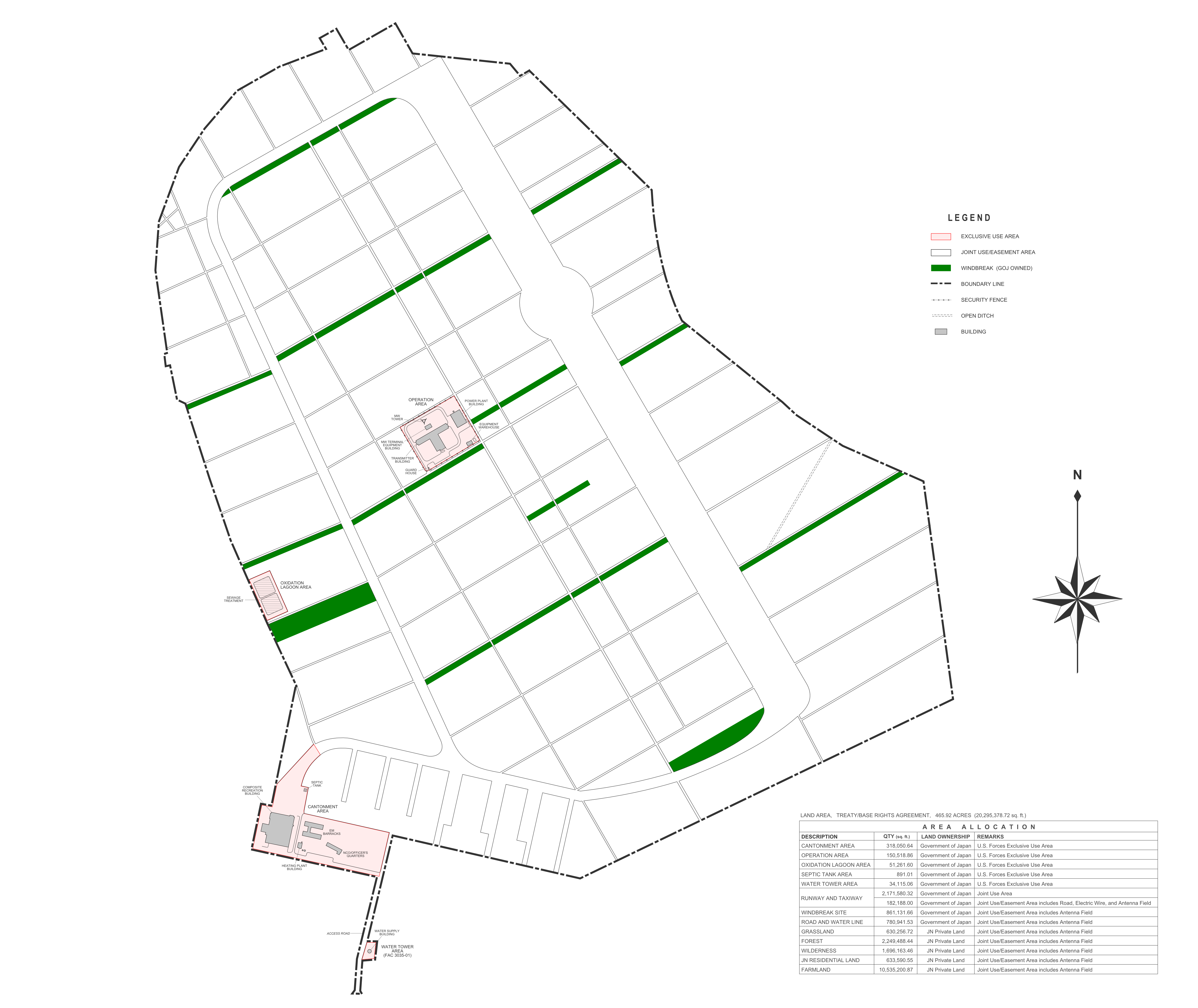
柏無線送信所土地区画図（1954年）

1953年（昭和28年）から1957年（昭和32年）にかけて、次の使用条件を設けることが合意された。

### 専用地区・共同使用及び地役権地区
- 地役権地区は米軍の施設に影響のない限りに於て日本側の耕作、居住その他の使用は自由である。
- ポール、ステー等の移動及び架線修理等の際は当局に連絡の上実施すること。
- この地役権地区は通信施設以外の目的に使用しないこと。
- 木柵の設置は兵舎地区のみとし、その設置に当たっては当局と協議の上設置するものとする。

### 給水塔地区
- 米軍専用ならびに共同使用。
- 当該道路は日本側住民も使用可能である。
- 給水塔については今後毎年4月下旬から8月下旬まで灌漑用として使用を認めること。
- この提供施設内にある電柱九本に架設電線1,052mを有する50kVAの変圧器一連の設備は提供施設に含まれざる日本の財産である。日本側は当該電気設備の維持及び修理の為に提供施設への出入を認められる。

### その他
- アンテナ及び送電線、柱及び支線等を移動する権利は非常時の場合を除き日本政府機関及び関係地元住民と充分打ち合わせの上行使すること。非常時には移動終了後48時間以内に当該地元日本政府機関に通知すること。
- ここにいう非常時とは地震、台風、火災の如き自然的災害、侵略の危機、暴動、同盟罷業の如き社会不安並びにその他類似の事態の場合を意味するものと了解する。
- 維持修理を行うためにアンテナ設備場に出入する権利: 維持修理作業は上述の非常時及び又はアンテナ設備に対する重大な損害の場合を除き、あらかじめ地元住民に通告の上行うこと。米駐留軍は維持修理作業中、作物に対する損害を最小限度にとどめるよう充分注意すること。
- 地元民の農耕、通行、居住及び建設工事は通信施設の正規の運営に支障を及ぼさない限り原則として自由とすること。しかしながら建設工事の計画が通信施設の運営に支障を及ぼす恐れがある場合には地元司令官、地元民及び関係機関の間で最終的に合意されるまで工事を中止すること。不合意の場合には問題を施設特別委員会に付託して解決を待つこと。
- 日本側において電力線を設置する場合には、それが施設の安全を脅かすようなことはなく、又駐留軍のアンテナ柱がその柱として使用されないこと。
- アンテナ上の立木はアンテナの下と、それぞれの送電線路に沿った地面にあるものを除いては切り倒さない。但し立木の剪定又は除去を行う場合には地元調達局と打ち合わせること。
- 駐留軍の使用する区域は必要の最小限度にとどめる。
- 酸化槽から下流の作物に有害な汚水を流さないこと。

| 使用区分            | 所有別       | 土地区分・地目   | 面積（坪） | 面積 （平方フィート） | 全体面積に 占める割合 | 備考                   |
| ------------------- | ------------ | ---------------- | ---------- | --------------------- | --------------------- | ---------------------- |
| 米軍専用            | 国有         | 兵舎地区         | 8,938.10   | 318,050.64            | 1.57%                 |                        |
| 米軍専用            | 国有         | 通信作業地区     | 4,230.00   | 150,518.86            | 0.74%                 | 私有地を買収           |
| 米軍専用            | 国有         | 酸化槽地区       | 1,440.60   | 51,261.60             | 0.25%                 |                        |
| 米軍専用            | 国有         | 浄化槽地区       | 25.04      | 891.01                | 0.00%                 |                        |
| 米軍専用            | 国有         | 給水塔地区       | 958.73     | 34,115.06             | 0.17%                 | 道路・給水塔は共同使用 |
| 共同使用            | 国有         | 旧滑走路・誘導路 | 61,027.56  | 2,171,580.32          | 10.70%                |                        |
| 共同使用 （地役権） | 国有         | 旧滑走路・誘導路 | 5,120.00   | 182,188.00            | 0.90%                 | 道路･電線の地役権      |
| 共同使用 （地役権） | 国有         | 防風林敷地       | 24,200.24  | 861,131.66            | 4.24%                 | 農林省所管             |
| 共同使用 （地役権） | 国有         | 道路・水路       | 21,946.67  | 780,941.53            | 3.85%                 | 同上                   |
| 共同使用 （地役権） | 私有         | 採草地           | 17,712.00  | 630,256.72            | 3.11%                 | アンテナ敷地の地役権   |
| 共同使用 （地役権） | 私有         | 山林             | 63,217.00  | 2,249,488.44          | 11.08%                | 同上                   |
| 共同使用 （地役権） | 私有         | 原野             | 47,667.00  | 1,696,163.46          | 8.36%                 | 同上                   |
| 共同使用 （地役権） | 私有         | 宅地             | 17,805.69  | 633,590.55            | 3.12%                 | 同上                   |
| 共同使用 （地役権） | 私有         | 畑               | 296,069.00 | 10,535,200.87         | 51.91%                | 同上                   |
| 提供面積合計        | 提供面積合計 | 提供面積合計     | 570,357.63 | 20,295,378.72         | 100.00%               |                        |

### 使用条件の変更と私有地の買収
| 年                     | 筆数 | 数量         |
| ---------------------- | ---- | ------------ |
| 1964年（昭和39年）12月 | 53   | 24,431坪     |
| 1965年（昭和40年）     | 69   | 34,735坪     |
| 1966年（昭和41年）     | 144  | 245,293.21m2 |
| 1967年（昭和42年）     | 97   | 146,468.59m2 |
| 1968年（昭和43年）     | 197  | 315,238.15m2 |
| 1969年（昭和44年）     | 134  | 229,286.30m2 |
| 1970年（昭和45年）     | 51   | 103,117.94m2 |
| 1971年（昭和46年）     | 62   | 121,943.73m2 |
| 1973年（昭和48年）     | 7    | 6,910.55m2   |
| 1974年（昭和49年）     | 7    | 5,360.29m2   |
| 1975年（昭和50年）     | 2    | 2,816.76m2   |
| 1977年（昭和52年）     | 5    | 1,398.39m2   |

1962年（昭和37年）12月13日、オペレーションエリアの周辺約9,700坪の共同使用地区を専用地区（立入禁止）化する使用条件の変更要求が在日米軍から日米合同委員会の施設分科委員会に提出され、同年10月から12月にかけて約1万3千坪、1964年（昭和39年）3月31日には約3千坪の私有地が買収された。
また、1964年（昭和39年）7月14日にはアンテナの新設とオペレーションエリアの通信局舎の中心から半径1,000フィートにわたる円形の区域を専用地区化する使用条件の変更要求が施設分科委員会に再び提出され、柏地区開拓農業協同組合の所有する提供施設・区域全面積を、当該年度の予算成立を前提として1970年（昭和45年）度までに買収する方針が決まった。買収に伴う使用条件の変更に際し、東京防衛施設局長と土地所有者代表との間に次の内容で覚書が取り交わされた。
1. 米駐留軍が、本施設の操作室中心から半径1,000フィートにわたる円型の専用化地区とアンテナポール4基の改良新設工事を必要とする土地は、本覚書を取り交わしたのち、米駐留軍の行う土地調査、測量及び工事を実施することができるものとする。
2. 昭和40年度以降について、米駐留軍が土地調査、測量及び通信施設の改良移設工事を行う場合は、当局より柏地区開拓農業協同組合接収対策委員長に連絡することによって実施することができるが、家屋、畜舎、工作物、その他について特に協議の必要が生じた場合は、事前に相互協議して、建設的に処理するものとする。
3. 昭和40年度以降、毎年継続買収を実施するにあたり、買収する順位は原則として専用化地区、第一次アンテナポール改良工事を行った区域を先順位とし買収を行うものとする。
4. 本年度の買収価格を継続買収の基本価格とする。昭和40年度以降の土地買収価格は、当局が買収した前年度の実績価格に日本不動産研究所発表の全国市街地価格推移指数を乗じた価格をもって買収するものとする。
5. 宅地の買収価格は、前項の価格に宅地造成費を加算した価格をもって買収するものとする。
6. 同一年度に2回以上にわたり買収を実施する場合は、当該年度の当初に買収を実施した価格によるものとする。
7. 買収する土地に物件が存在する場合は、防衛施設庁の規定する補償要綱により、土地買収金とは別途に補償するものとする。
8. 土地賃貸料については、専用化地区は当庁の算定基準にもとづいて算定した反当り年額借料の100％を支払う。なお、立入自由地区の昭和39年度の借料については、増額支払に努力する。
9. 道路は現在のまま使用できるものとし、米駐留軍の帰責に属する道路の破損については、実情に応じて当局は米駐留軍に補修方申し入れる。
10. 現在提供施設・区域内にある国有防風林地は、原則として現況を維持するものとする。

柏通信所の全面返還後、跡地の土地区画整理事業計画が決定した時点で施行区域内に残っていた私有地は約11.6haだった。これらは自動車教習所及び自動車整備工場として利用されていたほか、約15世帯が居住していた。また、施行区域に含まれなかった跡地の一部（私有地）は返還前から2015年（平成27年）現在も紙器工場の敷地の一部として使われている。

## 名称
施設・区域の提供を規定する最初の実施取極（行政文書上）では、施設名が「Kashiwa Transmitter Station」と英文表記されている。当時はアメリカ陸軍の「ADA」というコールサインを付与されていたことから、「Army Station ADA」などの呼称もあり、通信局舎の正面玄関脇の外壁にはアメリカ陸軍通信軍団のエンブレム（Branch Insignia）とともに「ADA TRANSMITTER STATION」の文字が貼られていた。
1955年（昭和30年）9月15日に千葉県庁で開催された第8回千葉県基地連絡協議会で、アメリカ軍側から「この基地は種々の呼び名を使っているが、新たな名称を名付けたい」との意向が千葉県側に伝えられており、同年11月16日に木更津飛行場将校クラブで開催された第9回の会合では、初代基地司令官のミンケル大尉より「キャンプ・トムリンソン（Camp Tomlinson）」に名称を変更することが伝えられた。
これは、当時の使用部隊だった極東軍通信役務大隊（第8235陸軍部隊）の前身、第71通信役務大隊が朝鮮戦線に派遣された際、航空機の事故によって約20名の隊員が死亡したことを悼み、犠牲者の一人、チャールズ・R・トムリンソン少尉に因んで名付けられた。当時、第71通信役務大隊の本部が置かれていたハーディー・バラックスも、この事故の犠牲者であるエルマー・ハーディー伍長に因んで名付けられている。
使用条件合意後に取り交わされたされた実施取極における施設名は、冒頭に「Camp Tomlinson」、使用明細調書に「Kashiwa Transmitter Site」と表記されているが、これは文書が作成された時期の違いに起因するものと考えられる。日本語の施設名はいずれも「柏無線送信所」のままで変更はされていない。その後、アメリカ空軍省が作成した柏通信所の施設計画図では施設名が「Kashiwa Communications Station」と記載され、同時期に日本側が作成した図面でも同じ英文表記が用いられている。また、1977年（昭和52年）の一部返還時に作成された文書では施設名が「Kashiwa Communication Site」と記載され、全面返還時の文書には施設番号のみが記載されている。

## 施設・区域内における地名の変遷
- 1951年（昭和26年）4月1日 - 区域の一部が、東葛飾郡八木村大字駒木新田字南台東・南台中から東葛飾郡江戸川町大字駒木新田字南台東・南台中となる。
- 1952年（昭和27年）1月1日 - 区域の一部が、東葛飾郡江戸川町大字駒木新田字南台東・南台中から東葛飾郡流山町大字駒木新田字南台東・南台中となる。
- 1954年（昭和29年）
  - 9月1日 - 区域の一部が、東葛飾郡田中村大字中十余二字元山、大字十余二字南前山から東葛市大字中十余二字元山、大字十余二字南前山となる。
  - 11月15日 - 区域の一部が、東葛市大字中十余二字元山、大字十余二字南前山から柏市大字中十余二字元山、大字十余二字南前山となる。
- 1967年（昭和42年）1月1日 - 区域の一部が、東葛飾郡流山町大字駒木新田字南台東・南台中から流山市大字駒木新田字南台東・南台中となる。
- 1970年（昭和45年） - 柏市大字中十余二、大字十余二の一部を流山市大字駒木新田に編入[110]。
- 1971年（昭和46年）5月 - 区域の一部が、流山市大字駒木新田字南台東・南台中から流山市駒木台となる[111]。